# Cape Burney
Cape Burney is een kustplaats in de regio Mid West in West-Australië.
De plaats maakt deel uit van het lokale bestuursgebied (LGA) City of Greater Geraldton, waarvan Geraldton de hoofdplaats is. Cape Bruney werd in 1985 officieel gesticht.
In 2021 telde Cape Burney 538 inwoners, tegenover 399 in 2006.
Cape Burney ligt aan de monding van de Greenough, langs de Brand Highway, 409 kilometer ten noordnoordwesten van de West-Australische hoofdstad Perth, 55 kilometer ten noordwesten van Dongara en 10 kilometer ten zuiden van Geraldton.